# Carl A. Wiley
Carl Atwood Wiley (30. Dezember 1918 – 21. April 1985) war ein US-amerikanischer Mathematiker und Ingenieur. Er wurde bekannt durch das von ihm vorgeschlagene Sonnensegel und als Erfinder des Radars mit synthetischer Apertur. Er war Inhaber von 22 Patenten in den Bereichen Radar, Mikrowellenradiometrie, Antennen und piezoelektrische Geräte. 

## Leben
Wiley wurde am 30. Dezember 1918 in Scranton (Pennsylvania) geboren.
Seine Schulbildung schloss er mit dem Bachelor of Science (B.Sc.) am Antioch College in White Sulphur (Ohio) ab. Anschließend absolvierte er von 1946 bis 1949 ein Aufbaustudium im Rahmen des Ohio State University Extension Program in Wright Field, Dayton, Ohio.
Er heiratete im Jahr 1942 Jean T. Bunnell, die er während seines Studiums am Antioch College kennengelernt hatte und wurde Vater von zwei Söhnen (Leslie und Keith). Wiley starb friedlich in Westchaster (Kalifornien) an den Folgen einer Lungenerkrankung, für die keine Heilung gefunden werden konnte.

## Werdegang
Wileys Forschungsarbeit begann 1941 im Air Force Aircraft Radiation Lab in Wright Field. 1942 entdeckte er die Piezoelektrizität von Bariumtitanat, für die er später ein Patent erhielt. 1949 ging er als leitender Ingenieur zu Goodyear Aerophysics in Litchfield Park (Arizona). Während dieser Zeit erfand er 1951 das Radar mit synthetischer Apertur, das unter dem Namen „Pulsed Doppler Radar Methods and Means“ (US-Patent Nr. 3.196.436) patentiert wurde.
Im selben Jahr stellte Wiley in einer Science-Fiction-Geschichte mit dem Titel „Clipper Ships of Space“ (ursprünglich „Are the Clipper Ships gone forever?“), die in der Zeitschrift Astounding Science Fiction veröffentlicht wurde, die Idee der Sonnensegel vor. Wiley schrieb seine Geschichte unter dem Pseudonym Russel Saunders. Der Name ist eine Anspielung auf die Russell-Saunders-Kopplung, ähnlich wie J.J. Coupling eine Anspielung auf den Spin-Bahn-Kopplung des Drehimpuls ist.  Sieben Jahre später entwickelte Richard L. Garwin die ersten technischen Spezifikationen für ein Sonnensegel. Wileys Forschungen und Manuskripte zur Entwicklung der Idee eines Sonnensegels befinden sich heute in der Eaton-Sammlung, der weltweit größten öffentlich zugänglichen Sammlung von Science-Fiction, Fantasy, Horror sowie utopischer und dystopischer Literatur.
1953 verließ er Goodyear und gründete seine eigene Firma, Wiley Electronics Corp. am alten Flugplatz im Norden von Phoenix (Arizona), die 1962 durch Savage Industries aufgekauft wurde. Danach arbeitete Wiley für North American Aviation und dessen Nachfolger, Rockwell International, wo er an verschiedenen Radarprojekten mitwirkte. 
1978 wechselte er zu Hughes Aircraft Company, wo er schließlich als leitender Wissenschaftler in der Technologieabteilung der Hughes Space and Communications Group in den Ruhestand ging.

## Ehrungen
- 1979 Fellow of IEEE Antennas & Propagation Society[2]
- 1985 IEEE Aerospace and Electronic Systems Society's Pioneer Award[7][6]
- 1989 Life-Fellow of IEEE[2]